# Qi Lin
Qi Lin (translitera al chino 林祁) ( n. 1957 ) es un botánico chino.
- La abreviatura «Q.Lin» se emplea para indicar a Qi Lin como autoridad en la descripción y clasificación científica de los vegetales.[1]